# Masahiro Kotaka
Masahiro Kotaka, född 18 februari 1960 i Hyōgo, är en japansk före detta tyngdlyftare.
Kotaka blev olympisk bronsmedaljör i 56-kilosklassen i tyngdlyftning vid sommarspelen 1984 i Los Angeles.